# Anconská republika
Anconská republika (italsky Repubblica di Ancona, latinsky Respublica anconitana) byla středověká námořní republika na území dnešní Itálie.

## Historie
V 7. a 8. století patřila Ancona mezi pět měst (Pentapolis) Ravenského exarchátu a roku 849 je zničili saracéni. Když severní Itálii dobyl Karel Veliký, stalo se hlavním městem Anconské marky. 

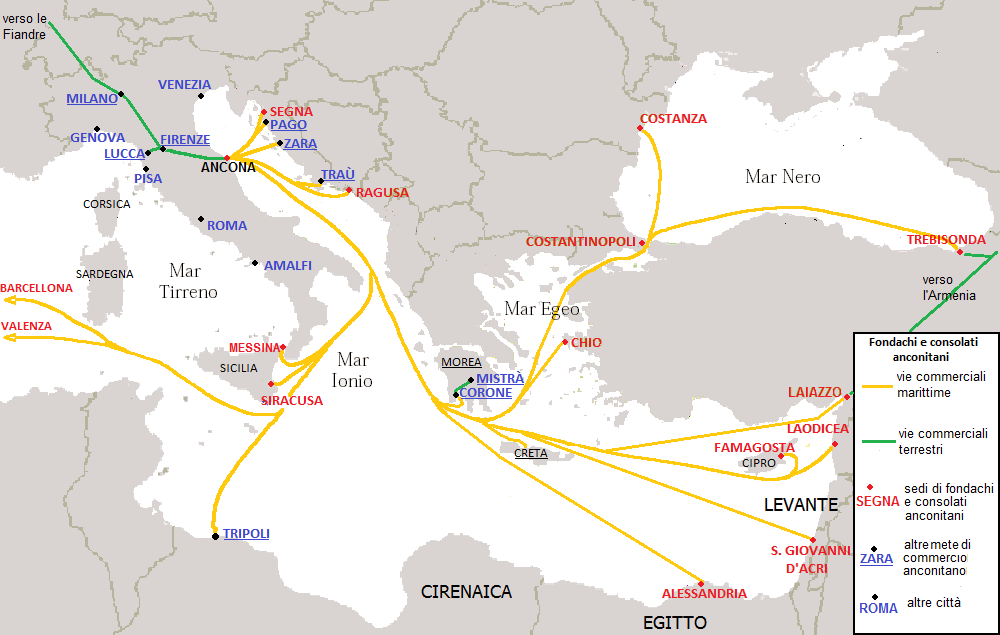
Obchodní cesty Anconské republiky

Po roce 1000 se postupně osamostatnilo a stalo se námořní republikou s oligarchickou vládou tří starších, volených za tři městské čtvrti. Bylo obvykle spojencem Gaety a Dubrovníku a soupeřilo s Benátkami a anconské lodi se účastnily křížových výprav. V zápasech mezi císařem a papežem stálo na papežské straně (Guelfové).
Po moru a požáru roku 1348 se města zmocnil rod Malatesta, roku 1383 byl však vypovězen. V roce 1532 připadla Ancona Papežskému státu a po roce 1569 byla v tomto státě – vedle Říma a Avignonu – jediné město, kde směli bydlet Židé.